# رافاييل لوزانو
رافاييل لوزانو (بالإسبانية: Rafael Lozano)‏ (مواليد 25 يناير 1970) هو ملاكم إسبانيا، مثّل بلاده في الألعاب الأولمبية الصيفية في دورات 1992 و1996 و2000.

## روابط خارجية
رافاييل لوزانو على موقع بوكس ريك (الإنجليزية) (registration required)
- رافاييل لوزانو على موقع اللجنة الأولمبية الدولية (الإنجليزية)
- رافاييل لوزانو على موقع أوليمبيديا (الإنجليزية)